# アイヌ政策推進北海道議会議員連盟
アイヌ政策推進北海道議会議員連盟（アイヌせいさくすいしんほっかいどうぎかいぎいんれんめい）は、2012年（平成24年）2月に設立された先住民族としてのアイヌの社会的・経済的地位の向上などの政策推進に向けて、超党派で結成された北海道議会議員連盟である。会長は自由民主党の神戸典臣（かんべ のりおみ）道議。

## 概要
アイヌ政策の推進とアイヌ文化の振興、総合的なアイヌ政策の確立と早期実施、教育支援、遺骨の返還、慰霊、公有地の利活用など、総合的な政策実現に向け、アイヌ民族としての名誉と尊厳を保持し、次代へ継承していくために国へのアイヌ政策の意見や提案を含めて取り組むこととしている。道議100人中超党派の90人が参加。「アイヌ議連」とも呼ばれている。

## 参加議員
会長
- 神戸典臣（自民党・ 胆振地域選出）

参加
- 加藤貴弘（自民党・札幌市西区選出）
- 植村真美（自民党・空知地域選出）
- 藤沢澄雄（自民党・日高地域選出）
- 池端英昭（立憲民主党・石狩地域選出）
- 真下紀子（共産党・旭川市選出）